# Aleksandr Veselovski
Aleksandr Nikoláyevich Veselovski (en ruso: Алекса́ндр Никола́евич Весело́вский, también transcrito como Alexander Vesselovsky; Moscú, 16 de febrero de 1838-San Petersburgo, 23 de octubre de 1906) fue un teórico literario ruso que sentó las bases de los estudios de Literatura Comparada. 

## Trayectoria
Hijo de un general, Veselovski tuvo como tutor a Fiódor Busláev, y acudió a la Universidad de Moscú de 1854 a 1858. Tras una breve estancia en España en calidad de tutor del hijo del embajador ruso, Veselovski continuó su educación con Heymann Steinthal en Berlín y Praga, y pasó tres años trabajando en bibliotecas italianas. A su regreso a Rusia, fue profesor en Moscú y San Petersburgo y fue elegido miembro de la Academia de Ciencias de San Petersburgo en 1876.
Los primeros estudios de Veselovski en literatura medieval italiana lo llevaron a pensar que muchas tramas y figuras literarias fueron traídas a Europa desde Oriente a través del Imperio bizantino. Examinando la literatura desde el punto de vista genético, Aleksandr Veselovski y su hermano Alekséi (1843-1918) intentaron construir una teoría totalizadora sobre el origen y desarrollo de la poesía. En 1899, el mayor de los hermanos argumentó que «la fuente y raíz sincrética de los géneros poéticos» puede ser rastreada hasta lo juegos populares ritualizados y los cánticos folclóricos.

## Influencia
En la Unión Soviética, Veselovski y sus seguidores fueron criticados por su «etnografismo», que permitía al «estudio de las fuentes crecer hasta un grado de hipertrofia, disolviendo por tanto el carácter específico del trabajo literario en una colección de influencias».
Los Formalistas de San Petersburgo compartieron a grandes rasgos una visión crítica de la teoría de Veselovski, aunque se ha sugerido que la doctrina de Veselovski fue en realidad un punto a partir del cual evolucionaron «de manera lineal, si bien polémica».
Aunque su trabajo ha sido generalmente olvidado por los investigadores occidentales (probablemente por la falta de traducciones), Veselovski ha sido considerado como «uno de estudiosos más instruidos y originales que ha dado Rusia» y «el representante más significativo de los estudios comparatistas en la academia rusa y europea del siglo XIX».